# Echinussa imerinensis
Echinussa imerinensis är en spindelart som beskrevs av Simon 1901. Echinussa imerinensis ingår i släktet Echinussa och familjen hoppspindlar. Inga underarter finns listade i Catalogue of Life.